# 李源一
李源一（1993年8月28日—），是一名中国足球运动员，司职中场。現效力於山東泰山。

## 俱乐部生涯
李源一在家乡四川的明宇足球学校接受专业足球训练，2007年转投天津泰达。2010年底，作为耐克公司和英超联盟、英格兰足总的合作项目，他前往英超球队阿森纳接受训练。2011年夏，他入选中国足协“500.com星计划”赴葡萄牙培训球员名单，并在12月16日随其他留葡球员抵达葡萄牙，开始为期两个赛季的培训计划。在2011-12赛季，他和队友阮杨代表皇家体育会的青年队参加葡萄牙次级青年联赛，并帮助球队成功升入顶级青年联赛。
2012-13赛季是李源一在葡萄牙留学的第二个赛季，他加盟葡萄牙足球乙级联赛球队卡萨皮亚，开始职业足球生涯。2012年10月28日，他在卡萨皮亚主场1比2不敌里斯本东方的比赛第34分钟替补安德烈·奥利维拉出场，完成职业生涯首秀。但在比赛的第56和第58分钟，他连续被出示黄牌而被罚离场。不过之后他逐渐成为球队的主力球员，2013年1月13日，他射进职业生涯的首个进球，帮助卡萨皮亚主场1比1战平卡列加多。李源一在该赛季出场15次，射进4球。
2013年8月23日，李源一正式自由转会加盟另一支葡乙球队博阿维斯塔。但是，天津泰达认为球队和李源一还有合同，宣布不承认这次转会。2013年9月15日，他在博阿维斯塔1比0击败科英布罗斯的比赛第82分钟替补若昂出场，首次代表球队亮相。10月6日，他射进加盟球队的首球，帮助球队2比0击败佩拉菲塔.
2014年8月7日，在博阿维斯塔重返葡超联赛后，李源一被租借到葡萄牙足球甲级联赛球队雷克索斯锻炼。9月13日，他在雷克索斯2比1击败CD艾维斯的比赛第70分钟替补莱昂德罗·奥古斯托出场，上演葡甲联赛首秀。
2015年12月24日晚，葡甲雷克索斯俱乐部官方宣布，球队已经与恒大就国奥球员李源一的转会达成协议。据了解，此次恒大为李源一的加盟付出了2000万人民币。
2019年2月，李源一转会加盟深圳佳兆业。

## 感情生活
现任女友为曾就读于天津外国语大学葡語系的赵晶。两人于赵晶留学葡萄牙期间相识并相恋。